# Marianne van den Anker
Marianne van den Anker (Nijmegen, 20 december 1970) is een Nederlands bestuurskundige. Zij is voormalig Nederlands politicus en bestuurder. Ook werkt zij als organisatieadviseur, radiopresentator en auteur.

## Levensloop
Van den Anker groeide op in Nijmegen. Ze studeerde tussen 1989 en 1995 bestuurskunde aan de Universiteit Leiden en was lid van de A.L.S.V. Quintus. Ze was daarna werkzaam aan de Erasmus Universiteit en werkte bij de politie Rotterdam-Rijnmond en bij de politieacademie. Ze publiceerde boeken over milieucriminaliteit en witwassen van geld. Na haar wethouderschap bij de Gemeente Rotterdam werkte ze voor Platform31, een kennisorganisatie en netwerkorganisatie voor stedelijke en regionale ontwikkeling onder de verantwoordelijkheid van het Ministerie van Binnenlandse zaken. Tot 2012 was zij columnist bij Binnenlands Bestuur. Van den Anker functioneert sinds 2011 via haar eigen bureau Ankerpunt als organisatieadviseur, dagvoorzitter en gespreksleider. Vanaf 1 maart 2022 is zij Ombudsman voor Rotterdam.

### Politieke carrière
In maart 2004 werd ze namens Leefbaar Rotterdam wethouder Veiligheid en Volksgezondheid in Rotterdam, als opvolger van de twee maanden eerder afgetreden Rabella de Faria. Als wethouder sloot ze de prostitutiezone aan de Keileweg. Op initiatief van minister Gerrit Zalm en met wethouders van Utrecht, Amsterdam en Den Haag startte ze in 2006 een offensief tegen dakloosheid en voor verbetering van de maatschappelijke opvang; het Plan van Aanpak Maatschappelijke Opvang. De campagne die ze lanceerde om iedereen in beweging te krijgen om huiselijk geweld te melden of bespreekbaar te maken, ontving een prijs. Voor kindermishandeling door ouders introduceerde ze de term 'falend ouderschap'. 
Bij de gemeenteraadsverkiezingen van 2006 werd Van den Anker in de gemeenteraad gekozen. Als wethouder keerde ze na deze verkiezingen niet terug, omdat Leefbaar Rotterdam na een verkiezingsnederlaag niet in het college kwam. In november 2008 stopte zij als raadslid. 
Zij bleef politiek betrokken. Zo pleitte zij in 2019 voor het invoeren van een wethouder openbare orde en veiligheid, onder andere omdat zij vindt dat burgemeesters met die wettelijke portefeuille solistisch opereren en dat gemeenteraden op dit aspect monddood gemaakt worden.

### Radio
Tussen 2010 en 2013 was Van den Anker presentator van Dichtbij Nederland van de NTR. Voor die omroep was zij in 2014 en 2015 presentator van het radioprogramma 1 Op Straat, dat zegt met directbetrokkenen in actuele zaken te praten. In dat kader voerde zij bijvoorbeeld in maart 2015 een debat met wethouder Ans Hartnagel uit Capelle aan den IJssel over groepsseks onder minderjarigen in Capelle. Sinds 2016 is zij presentator van het debatprogramma Kwesties.

### Eigen bureau
Van den Anker functioneert sinds 2011 via haar eigen bureau Ankerpunt als organisatieadviseur, dagvoorzitter en gespreksleider. Tevens is ze ambassadeur voor de stichting Een tegen Eenzaamheid en bestuursvoorzitter van Open Rotterdam. Deze werkzaamheden en functies heeft zij vanaf 1 maart 2022 neergelegd.

### Ombudsman Rotterdam
Op 16 december 2021 benoemde de gemeenteraad van Rotterdam Van den Anker tot Ombudsman van Rotterdam, als opvolger van Anne Mieke Zwaneveld. De benoeming geldt voor zes jaar en kan eenmalig met eenzelfde periode worden verlengd.

## Persoonlijk
Van den Anker woont samen met haar partner en heeft vier kinderen.

## Publicaties
- Marianne van den Anker (et al.): Effectieve aanpak van risiciojongeren [sic]. Achtergrond en toepassing van de Trainingen Kennisfundament. Den Haag, Nicis Institute, 2011. ISBN 978-90-77389-93-5
- Marianne van den Anker: Geloof is (g)een privé-zaak! Rotterdammers samen tegen angst en onderdrukking. Gemeente Rotterdam, Project Sociale Integratie, 2005. Geen ISBN
- M.J.J. van den Anker (met medew. van W.C.E. Snels, C.M. Spruijt en R.A.C. Luinge): Wie betaalt, bepaalt. Over intermediaire organisaties, milieucriminaliteit, organisatiecriminaliteit en integriteit in het complexe milieuveld. Den Haag, Elsevier bedrijfsinformatie, 1999. ISBN 90-5749-386-1
- M.J.J. van den Anker & A.B. Hoogenboom: Schijn bedriegt. Overheid, bedrijfsleven en gelegenheidsstructuren voor criminaliteit op de hergebruikmarkt. s-Gravenhage, VUGA, 1997. ISBN 90-5749-077-3
- A.B. Hoogenboom, M.J.J. van den Anker en T. Peeman: Meldenswaardig? Implementatie van de Wet melding ongebruikelijke transacties binnen financiële instellingen. Dordrecht, Stichting Maatschappij en Politie, 1996. ISBN 90-72652-11-8